# Аннексия Иорданией западного берега реки Иордан
Аннексия Иорданией западного берега реки Иордан (Иудеи и Самарии), включая Восточный Иерусалим, официально произошла 24 апреля 1950 года, после арабо-израильской войны 1947—1949 годов, в которой Трансиордания оккупировала территорию, ранее входившую в Подмандатную Палестину и выделенную Резолюцией № 181 Генеральной Ассамблеи ООН от 29 ноября 1947 года для создания отдельного арабского государства рядом с еврейским государством.

## Военная оккупация и аннексия
В ходе войны 1947—1949 годов Арабский легион Трансиордании занял территорию на западном берегу р. Иордан, включая города Иерихон, Вифлеем, Хеврон, Наблус (Шхем), а также Восточный Иерусалим, включая Старый город. Во время войны, в декабре 1948 года, сотни палестинских лидеров на Западном берегу собрались на Иерихонскую конференцию, где приняли правление Трансиордании и признали правителем короля Абдаллу I. После этого территориального приобретения, 2 июня 1949 года, Трансиордания была переименована в Иорданское Хашимитское Королевство (краткое название — Иордания).

## Международная реакция
Первоначально большинство международного сообщества, включая Лигу арабских государств (ЛАГ), считало аннексию 24 апреля 1950 года незаконной и недействительной. Но через месяц ЛАГ, получив заверения от Иордании, решила рассматривать аннексированную территорию как находящуюся в доверительном управлении. Декларацию Иордании об аннексии официально признали Великобритания, США, Ирак и, по мнению части историков, Пакистан. СССР на своих картах отображал территории Западного берега тем же цветом, что и территорию Иордании, не проводя между ними границы. При вступлении Иордании в ООН в 1955 году произведённая аннексия не вызвала никаких возражений, и каких-либо резолюций по поводу действий Иордании до 1967 года не принималось.
Аннексия увеличила население Иордании более чем вдвое.

## После Шестидневной войны
После того как Иордания проиграла в Шестидневной войне 1967 года и Западный берег перешёл под контроль Израиля, палестинские арабы этого региона оставались гражданами Иордании. Те из них, кто были избраны в иорданский парламент до 1967 года, продолжали в нём заседать; тысячи иорданских государственных служащих, работавших на Западном берегу, частично получали от Иордании зарплату.
В 1988 году, в разгар первой интифады, королевство отказалось от претензий на Западный берег, разорвав с ним административные связи. В 1994 году Иордания подписала мирный договор с Израилем.
Вместе с тем, Иордания до сих пор предоставляет всему арабскому населению Западного берега и Газы по их запросу иорданские паспорта, дающие возможность совершать международные поездки. Также, по мирному договору 1994 года, Иордания имеет статус хранителя Храмовой горы в Иерусалиме, на которой находится мечеть Аль-Акса.